# Rokytne (Rivne)
Rokytne (ucraniano: Роки́тне) es un asentamiento de tipo urbano de Ucrania perteneciente al raión de Sarny en la óblast de Rivne.
En 2020, el municipio tenía una población de 39 370 habitantes, de los cuales 6704 vivían en el propio asentamiento. El resto de la población municipal se reparte entre el asentamiento de tipo urbano de Tomashhórod y 23 pueblos.
El pueblo, denominado en sus orígenes "Ojotnykove" en referencia al terrateniente de la finca sobre la que se ubicó, fue fundado en 1888, cuando un vidriero belga llamado Rosenberg compró unos terrenos de arena de cuarzo para crear una fábrica de vidrio. La aldea creada en torno a la fábrica se desarrolló en los primeros años del siglo XX como poblado ferroviario, al pasar por aquí la línea de ferrocarril de Kiev a Kóvel. En 1921 se integró en la Segunda República Polaca, que en 1922 le dio su topónimo actual. En 1939 pasó a formar parte de la RSS de Ucrania, que en 1940 le dio el estatus de asentamiento de tipo urbano. La localidad sigue basando actualmente gran parte de su economía en la fabricación de vidrio.
Se ubica unos 40 km al este de la capital distrital Sarny, sobre la carretera E373 que lleva a Kiev pasando por Kórosten.